# Bus (Pas-de-Calais)
Pour les articles homonymes, voir Bus.
Bus (/by/) est une commune française située dans le département du Pas-de-Calais en région Hauts-de-France. Ses habitants sont appelés les Bussois. Sa population est de 134 habitants au recensement de 2022. La commune est membre de la communauté de communes du Sud-Artois.

## Géographie

### Localisation
Localisée dans le sud-est du département du Pas-de-Calais et limitrophe du département de la Somme, Bus est une commune située, à vol d'oiseau, à 9 km au sud-est de la commune de Bapaume et à 29 km au sud-est de la commune d’Arras (chef-lieu d'arrondissement et préfecture du Pas-de-Calais).
Le territoire de la commune est limitrophe de ceux de cinq communes, dont une, Mesnil-en-Arrouaise, dans le département de la Somme.
Les communes limitrophes sont Bertincourt, Léchelle, Ytres, Mesnil-en-Arrouaise et Barastre.

### Géologie et relief
La superficie de la commune est de 3,24 km2 ; son altitude varie de 113  à   132 m.

### Hydrographie
La commune est située dans le bassin Artois-Picardie. Elle n'est drainée par aucun cours d'eau,.

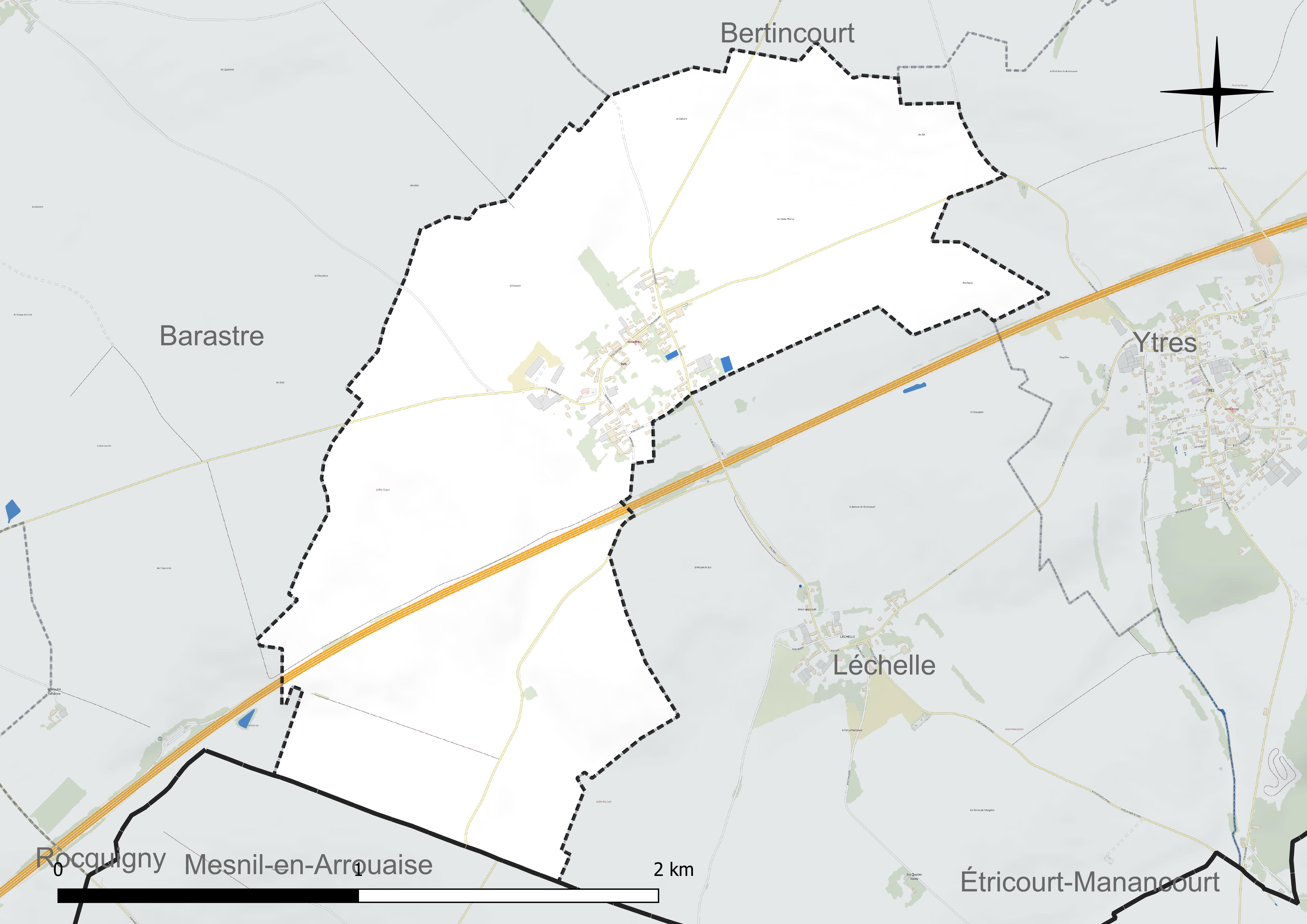
Réseau hydrographique de Bus.

### Climat
Pour des articles plus généraux, voir Climat des Hauts-de-France et Climat du Pas-de-Calais.
En 2010, le climat de la commune est de type climat océanique dégradé des plaines du Centre et du Nord, selon une étude du CNRS s'appuyant sur une série de données couvrant la période 1971-2000. En 2020, Météo-France publie une typologie des climats de la France métropolitaine dans laquelle la commune est exposée à un climat océanique et est dans la région climatique Nord-est du bassin Parisien, caractérisée par un ensoleillement médiocre, une pluviométrie moyenne régulièrement répartie au cours de l'année et un hiver froid (3 °C).
Pour la période 1971-2000, la température annuelle moyenne est de 9,9 °C, avec une amplitude thermique annuelle de 14,5 °C. Le cumul annuel moyen de précipitations est de 762 mm, avec 11,1 jours de précipitations en janvier et 9,1 jours en juillet. Pour la période 1991-2020, la température moyenne annuelle observée sur la station météorologique la plus proche, située sur la commune d'Épehy à 13 km à vol d'oiseau, est de 10,6 °C et le cumul annuel moyen de précipitations est de 752,8 mm,. Pour l'avenir, les paramètres climatiques de la commune estimés pour 2050 selon différents scénarios d'émission de gaz à effet de serre sont consultables sur un site dédié publié par Météo-France en novembre 2022.

### Paysages
Pour un article plus général, voir Paysage en France.
La commune s'inscrit dans les « paysages des grandes plaines arrageoises et cambrésiennes » tels qu'ils sont définis dans l'atlas de paysages de la région Nord-Pas-de-Calais, conçu par la direction régionale de l'Environnement, de l'Aménagement et du Logement (DREAL),.
Ces « paysages des grandes plaines arrageoises et cambrésiennes », qui concernent 238 communes, sont constitués de 80,36 % de cultures, de 8,01 % d'espaces artificialisés avec les communes principales de Cambrai, Caudry, Bapaume et Avesnes-le-Comte, de 7,25 % de prairies naturelles, permanentes, de 3,19 % de forêts et de milieux semi-naturels, 0,77 % de friches industrielles, de 0,38 % de cours d'eau et plan d'eau et de 0,04 % d’espaces industriels. Ces paysages sont dominés par les « grandes cultures » de céréales et de betteraves industrielles qui représentent 70 % de la surface agricole utilisée (SAU).

## Urbanisme

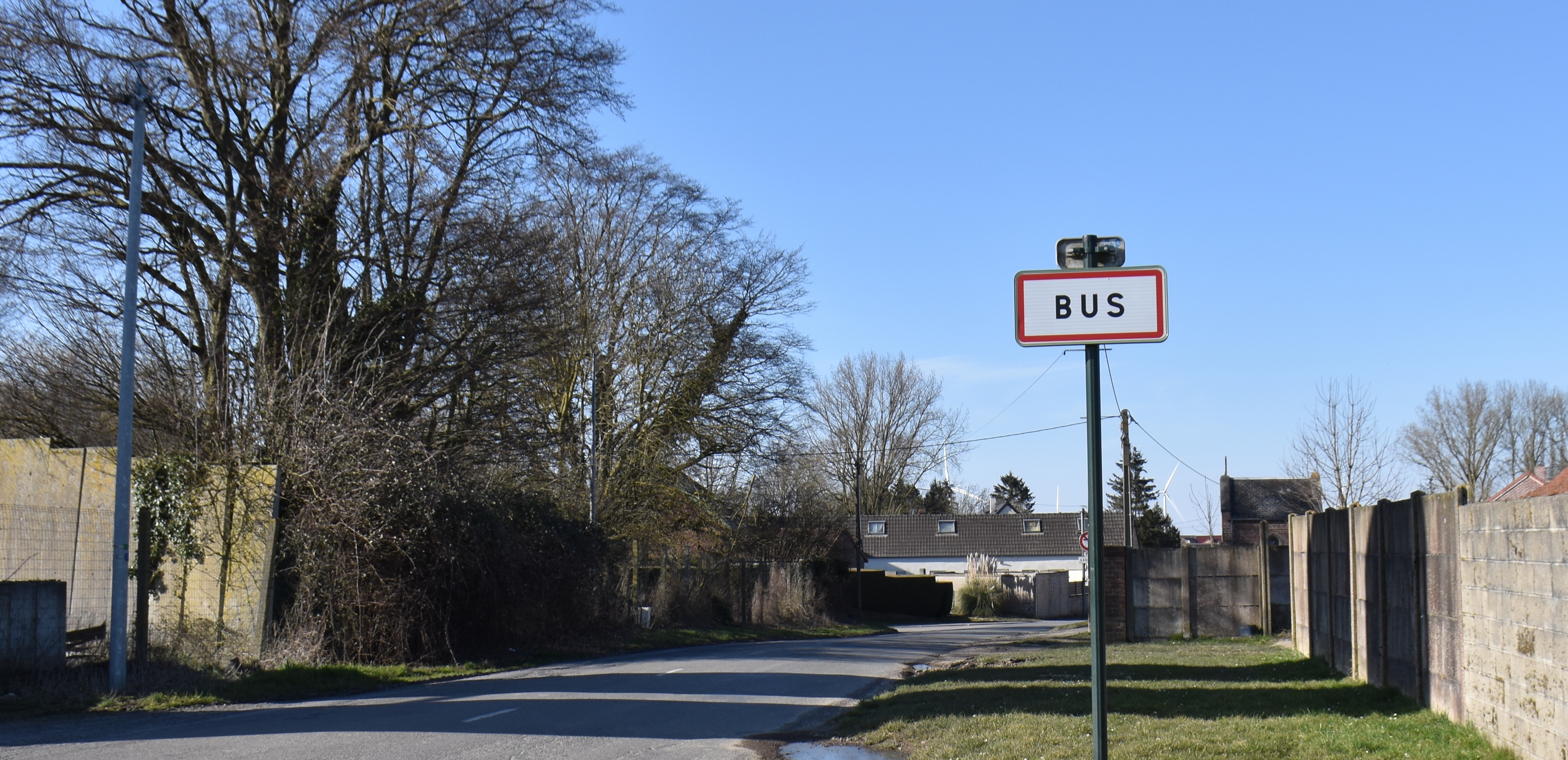
Une entrée du bourg.

### Typologie
Au 1er janvier 2024, Bus est catégorisée commune rurale à habitat dispersé, selon la nouvelle grille communale de densité à sept niveaux définie par l'Insee en 2022.
Elle est située hors unité urbaine et hors attraction des villes,.

### Occupation des sols
L'occupation des sols de la commune, telle qu'elle ressort de la base de données européenne d'occupation biophysique des sols Corine Land Cover (CLC), est marquée par l'importance des territoires agricoles (91,3 % en 2018), en diminution par rapport à 1990 (100 %). La répartition détaillée en 2018 est la suivante : 
terres arables (91,3 %), zones urbanisées (8,7 %). L'évolution de l'occupation des sols de la commune et de ses infrastructures peut être observée sur les différentes représentations cartographiques du territoire : la carte de Cassini (XVIIIe siècle), la carte d'état-major (1820-1866) et les cartes ou photos aériennes de l'IGN pour la période actuelle (1950 à aujourd'hui).

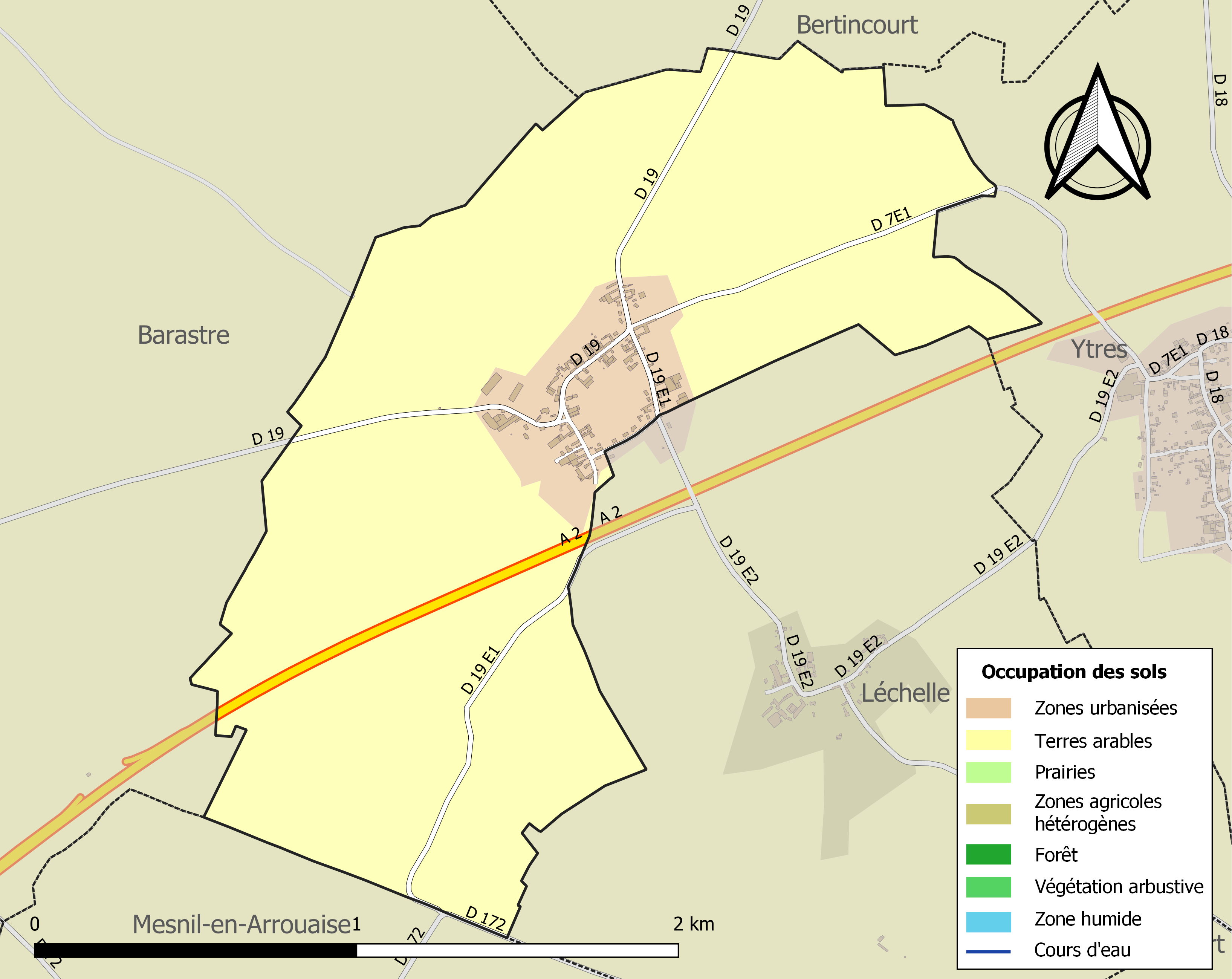
Carte des infrastructures et de l'occupation des sols de la commune en 2018 (CLC).

### Voies de communication et transports

#### Voies de communication
La commune est desservie par la route départementale D 19 et D 7e et est traversée, au sud du territoire de la commune, par l'autoroute A2 reliant Paris à Bruxelles.

#### Transport ferroviaire
La commune se trouve, à 44 km de la gare TGV Haute-Picardie, desservie par des TGV, et à 22 km de la gare d'Achiet, située sur la ligne de Paris-Nord à Lille, desservie par des trains TER Hauts-de-France,.

## Toponymie
Le nom de la localité est attesté sous les formes Bus en 1176 (ch. de Saint-Bert., n° 277), Boscus en 1245 (ch. d'Art., Ricouart, p. 117), Le Bus et le Bos en 1333 (cart. de Saint-Jean-en-l'Estrée), Bu en 1559 (Arch. nat., J. 789, n° 1), Bus lès Artois en 1559 (D. Grenier, t. CXCIV, p. 226), Bus-en-Artois au XVIIIe siècle (Cass.), Bus depuis 1793 et 1801.
Du germain busku « fourré », qui a dû signifier un « terrain couvert de fourrés, de buissons ».

## Histoire
La commune est décorée de la croix de guerre 1914-1918 par décret du 23 septembre 1920, distinction également attribuée à 276 autres communes du Pas-de-Calais.

## Politique et administration

### Découpage territorial
La commune se trouve dans l'arrondissement d'Arras du département du Pas-de-Calais, depuis 1801.

#### Commune et intercommunalités
La commune est membre de la communauté de communes du Sud-Artois qui regroupe 64 communes et compte 27 059 habitants en 2021.

#### Circonscriptions administratives
La commune est rattachée au canton de Bertincourt de 1801 à 2014, puis, depuis 2015, au canton de Bapaume.

#### Circonscriptions électorales
Pour l'élection des députés, la commune fait partie de la première circonscription du Pas-de-Calais.

### Élections municipales et communautaires

#### Liste des maires
| Période                                  | Période                      | Identité            | Étiquette | Qualité                          |
| ---------------------------------------- | ---------------------------- | ------------------- | --------- | -------------------------------- |
| Les données manquantes sont à compléter. |                              |                     |           |                                  |
| mars 2001                                | 2008                         | Gaston Ringeval     |           |                                  |
| mars 2008                                | 2020                         | Paulette Laguillier |           | Réélue pour le mandat 2014-2020, |
| 26 mai 2020                              | En cours (au 3 février 2022) | Guy Alexandre       |           | Ancien agriculteur exploitant,   |

## Équipements et services publics

### Justice, sécurité, secours et défense
La commune dépend du tribunal judiciaire d'Arras, du conseil de prud'hommes d'Arras, de la cour d'appel de Douai, du tribunal de commerce d'Arras, du tribunal administratif de Lille, de la cour administrative d'appel de Douai et du tribunal pour enfants d'Arras.

## Population et société

### Démographie
Les habitants de la commune sont appelés les Bussois.

#### Évolution démographique
L'évolution du nombre d'habitants est connue à travers les recensements de la population effectués dans la commune depuis 1793. Pour les communes de moins de 10 000 habitants, une enquête de recensement portant sur toute la population est réalisée tous les cinq ans, les populations de référence des années intermédiaires étant quant à elles estimées par interpolation ou extrapolation. Pour la commune, le premier recensement exhaustif entrant dans le cadre du nouveau dispositif a été réalisé en 2004.

En 2022, la commune comptait 134 habitants, en évolution de +7,2 % par rapport à 2016 (Pas-de-Calais : −0,72 %, France hors Mayotte : +2,11 %).
| 1793 | 1800 | 1806 | 1821 | 1831 | 1836 | 1841 | 1846 | 1851 |
| ---- | ---- | ---- | ---- | ---- | ---- | ---- | ---- | ---- |
| 348  | 364  | 390  | 394  | 492  | 476  | 463  | 434  | 409  |

| 1856 | 1861 | 1866 | 1872 | 1876 | 1881 | 1886 | 1891 | 1896 |
| ---- | ---- | ---- | ---- | ---- | ---- | ---- | ---- | ---- |
| 366  | 364  | 353  | 341  | 351  | 307  | 281  | 265  | 252  |

| 1901 | 1906 | 1911 | 1921 | 1926 | 1931 | 1936 | 1946 | 1954 |
| ---- | ---- | ---- | ---- | ---- | ---- | ---- | ---- | ---- |
| 245  | 231  | 247  | 168  | 154  | 149  | 138  | 134  | 149  |

| 1962 | 1968 | 1975 | 1982 | 1990 | 1999 | 2004 | 2006 | 2009 |
| ---- | ---- | ---- | ---- | ---- | ---- | ---- | ---- | ---- |
| 138  | 118  | 103  | 96   | 90   | 105  | 107  | 108  | 116  |

| 2014 | 2019 | 2022 | - | - | - | - | - | - |
| ---- | ---- | ---- | - | - | - | - | - | - |
| 133  | 133  | 134  | - | - | - | - | - | - |

#### Pyramide des âges
La population de la commune est relativement jeune.
En 2018, le taux de personnes d'un âge inférieur à 30 ans s'élève à 45,8 %, soit au-dessus de la moyenne départementale (36,7 %). À l'inverse, le taux de personnes d'âge supérieur à 60 ans est de 13,6 % la même année, alors qu'il est de 24,9 % au niveau départemental.
En 2018, la commune comptait 66 hommes pour 64 femmes, soit un taux de 50,77 % d'hommes, largement supérieur au taux départemental (48,5 %).
Les pyramides des âges de la commune et du département s'établissent comme suit.
| Hommes | Classe d’âge | Femmes |
| ------ | ------------ | ------ |
| 2,9    | 90 ou +      | 0,0    |
| 0,0    | 75-89 ans    | 4,6    |
| 10,3   | 60-74 ans    | 9,2    |
| 16,2   | 45-59 ans    | 10,8   |
| 26,5   | 30-44 ans    | 27,7   |
| 20,6   | 15-29 ans    | 12,3   |
| 23,5   | 0-14 ans     | 35,4   |

| Hommes | Classe d’âge | Femmes |
| ------ | ------------ | ------ |
| 0,5    | 90 ou +      | 1,6    |
| 5,6    | 75-89 ans    | 8,9    |
| 16,7   | 60-74 ans    | 18,1   |
| 20,2   | 45-59 ans    | 19,2   |
| 18,9   | 30-44 ans    | 18,1   |
| 18,2   | 15-29 ans    | 16,2   |
| 19,9   | 0-14 ans     | 17,9   |

## Culture locale et patrimoine

### Lieux et monuments
- L'église Notre-Dame.
- Le monument aux morts[35].

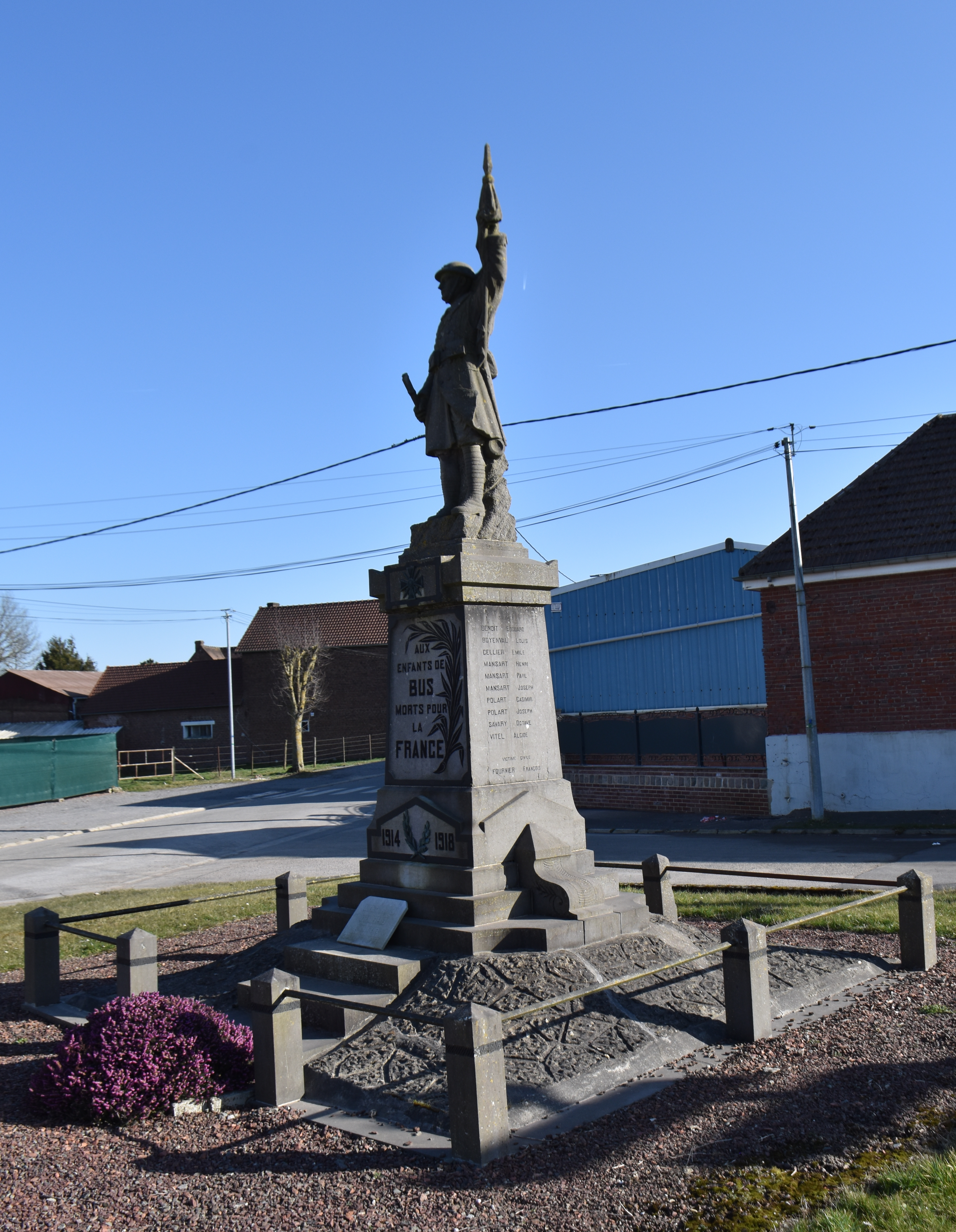
Le monument aux morts.
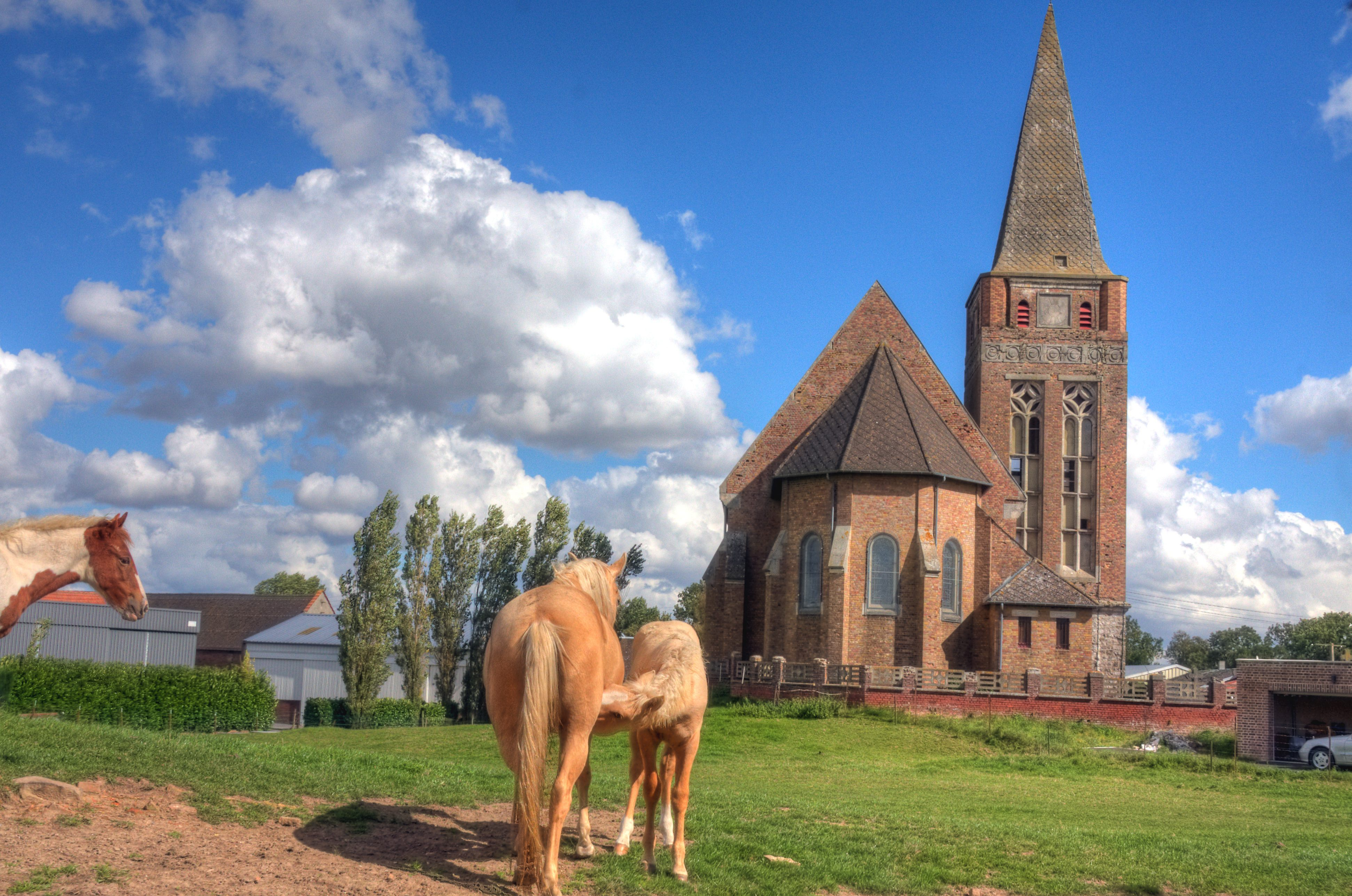

### Héraldique
| Blason de Bus | Blason  | D'azur au chevron d'or accompagné de trois roses du même ; à la bordure d'or. Ornements extérieursCroix de guerre 1914-1918 |
| Blason de Bus | Détails | Le statut officiel du blason reste à déterminer.                                                                            |

## Pour approfondir